# Zachrašťany
Zachrašťany (německy Zachraschtian) jsou obec v okrese Hradec Králové v Královéhradeckém kraji. Nachází se asi tři kilometry jižně od města Nový Bydžov. Obec má 265 obyvatel.

## Historie
První písemná zmínka o vesnici pochází z roku 1297.

## Obyvatelstvo
| Rok            | 1869 | 1880 | 1890 | 1900 | 1910 | 1921 | 1930 | 1950 | 1961 | 1970 | 1980 | 1991 | 2001 | 2011 | 2021 |
| -------------- | ---- | ---- | ---- | ---- | ---- | ---- | ---- | ---- | ---- | ---- | ---- | ---- | ---- | ---- | ---- |
| Počet obyvatel | 340  | 409  | 418  | 413  | 549  | 565  | 471  | 417  | 373  | 286  | 234  | 204  | 178  | 185  | 245  |
| Počet domů     | 56   | 67   | 68   | 78   | 99   | 104  | 109  | 114  | 106  | 100  | 92   | 114  | 117  | 119  | 116  |

## Obecní správa
Mezi lety 1869–1980 Zachrašťany byly obcí v okrese Nový Bydžov (1869–1950) a později v okrese Hradec Králové. Od 1. července 1980 do 23. listopadu 1990 patřily jako část města k Novému Bydžovu a od 24. listopadu 1990 jsou opět samostatnou obcí.

### Obecní symboly
Znak a vlajka byly obci uděleny rozhodnutím předsedy Poslanecké sněmovny Parlamentu České republiky dne 24. listopadu 2014.